# Ripples
Ripples è il settimo album in studio del cantautore inglese Ian Brown, pubblicato nel 2019.

## Tracce
1. First World Problems
2. Black Roses
3. Breathe and Breathe Easy (The Everness of Now)
4. The Dream and the Dreamer
5. From Chaos to Harmony
6. It's Raining Diamonds
7. Ripples
8. Blue Sky Day
9. Soul Satisfaction
10. Break Down the Walls (Warm Up Jam)